# 卡米尔·亚当斯
卡米尔·亚当斯（英語：Cammile Adams，1991年9月11日—）生于得克萨斯州休斯敦，是一名美国女子游泳运动员，主攻蝶泳。她的父亲曾从事游泳运动，受此影响，她在四岁时开始练习游泳。亚当斯职业生涯期间曾参加两届奥运，其中2012年伦敦奥运获得女子200米蝶泳第5名，2016年里约奥运获得女子200米蝶泳第4名。她于里约奥运后退役，退役后她在休斯敦一家游泳学校担任教练。